# Bitexco Financial Tower
Bitexco Financial Tower is een wolkenkrabber in Quận 1, een van de districten van Ho Chi Minhstad, Vietnam. Het gebouw biedt sinds de opening op 31 oktober 2010 ongeveer 100.000 vierkante meter kantoorruimte in de stad en werkgelegenheid aan ongeveer 10.000 mensen. De toren was van 2010 tot 2017 met 265,5 meter het hoogste gebouw van Ho Chi Minhstad, wordt nu enkel in de eigen stad gepasseerd door Landmark 81 en is het op drie na hoogste gebouw van Vietnam (na ook Landmark 72 en het Lotte Center Hanoi).
Het gebouw is door Carlos Zapata Studio ontworpen als een lotusblad van staal en glas.
Twee opvallende eigenschappen van het gebouw zijn het helikopterplatform dat 22 meter uit het gebouw steekt op de 52e verdieping en het uitzichtplatform (Skydeck) op de 49e verdieping. Het platform is open voor bezoekers die tegen betaling 360 graden uitzicht hebben over de stad en de Saigon-rivier.

## Indeling gebouw
| Verdieping       | Gebruik                             |
| ---------------- | ----------------------------------- |
| Kelder -1 t/m -3 | Parkeren                            |
| Verdieping 1–5   | Winkels                             |
| Verdieping 6     | Restaurants (foodcourt) en bioscoop |
| Verdieping 7–48  | Kantoren                            |
| Verdieping 49    | Uitzichtplatform                    |
| Verdieping 50    | Strata restaurant en café           |
| Verdieping 51    | Cirrus restaurant                   |
| Verdieping 52    | Helicopterplatform en Alto bar      |
| Verdieping 53–60 | Kantoren                            |
| Verdieping 61–63 | Congrescentrum                      |
| Verdieping 64–68 | Technische ruimtes                  |

## Fotogalerij

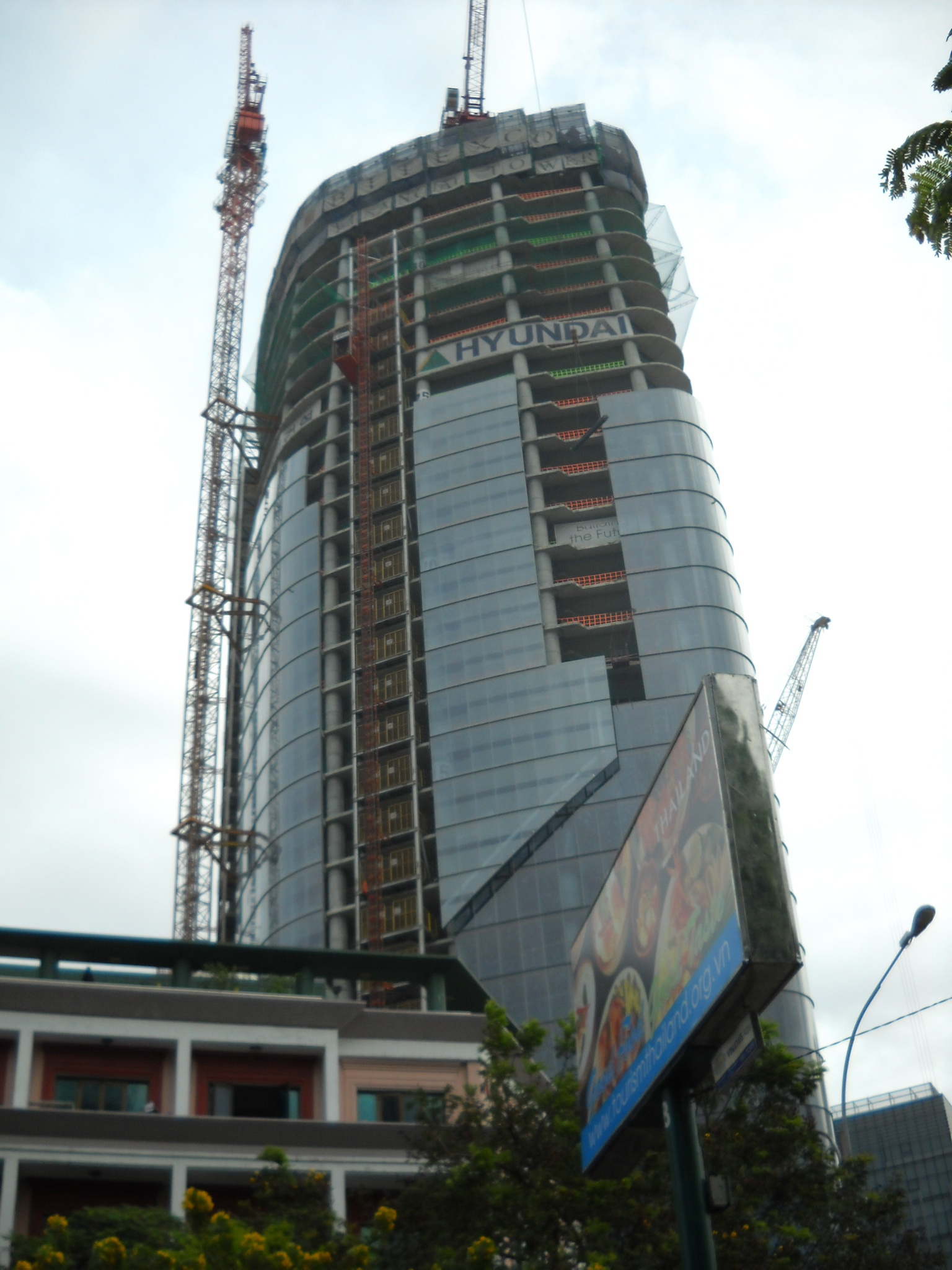
De toren onder constructie op 23 november 2009
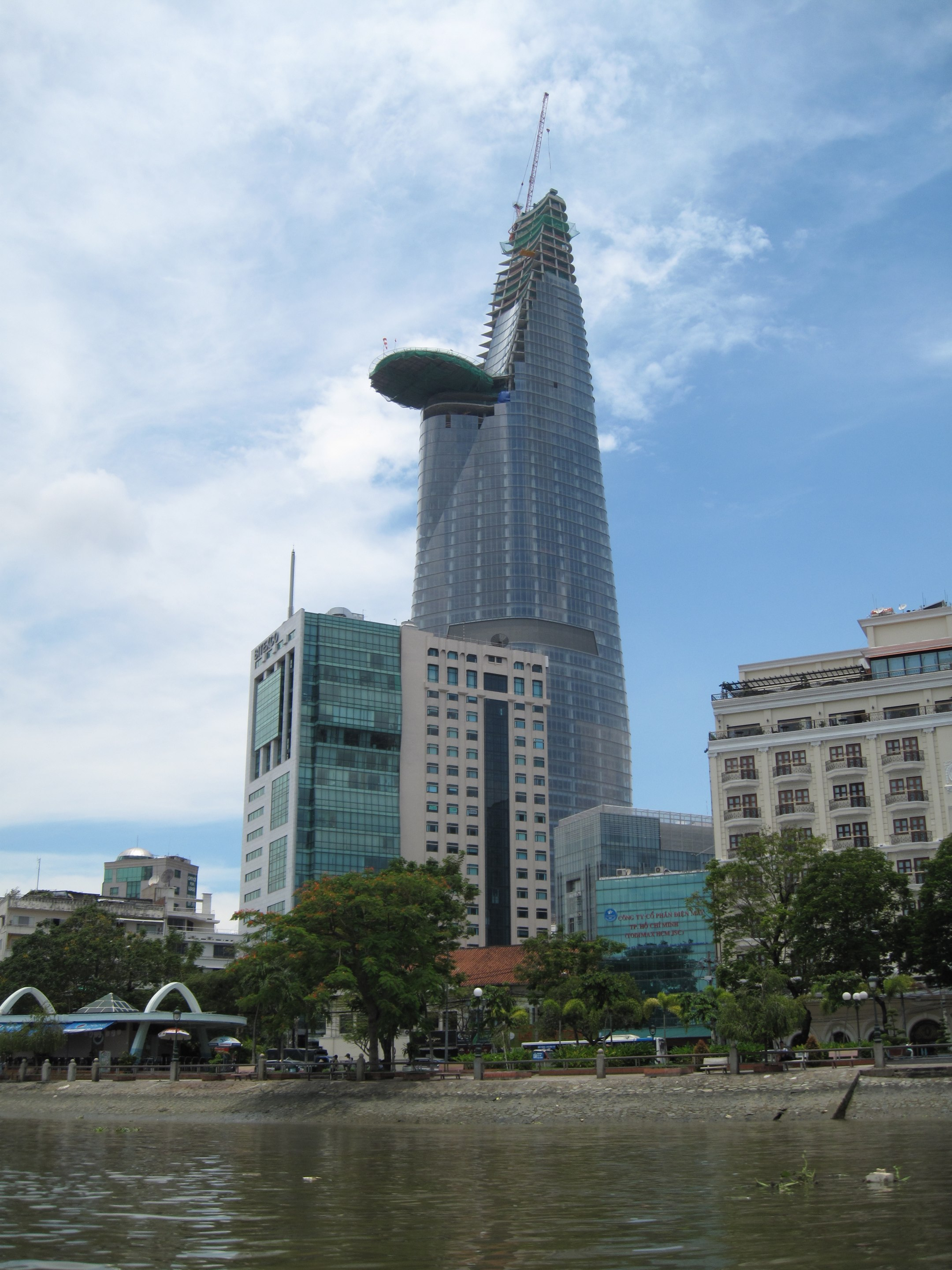
Op 16 augustus 2010
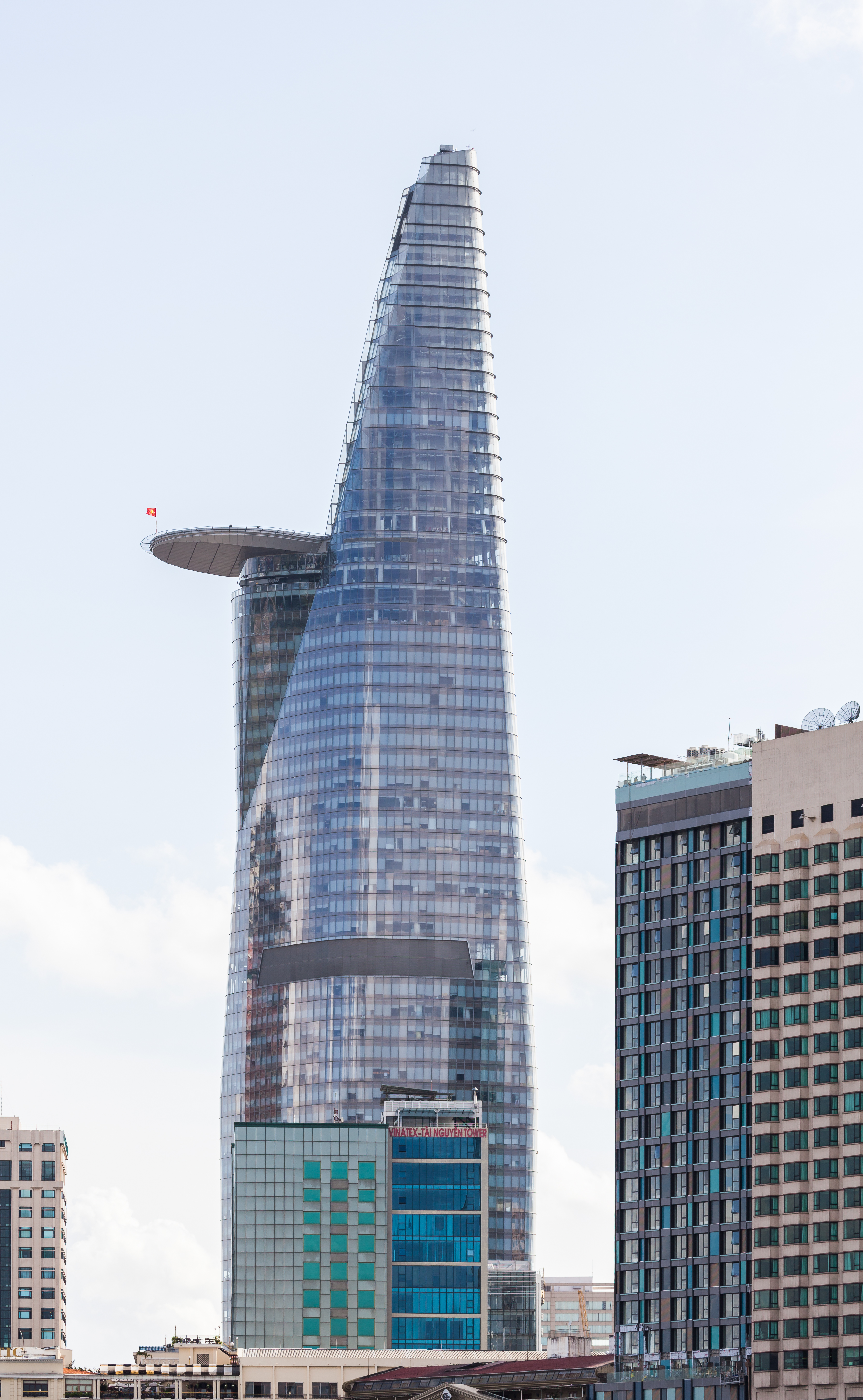
Op 14 augustus 2013
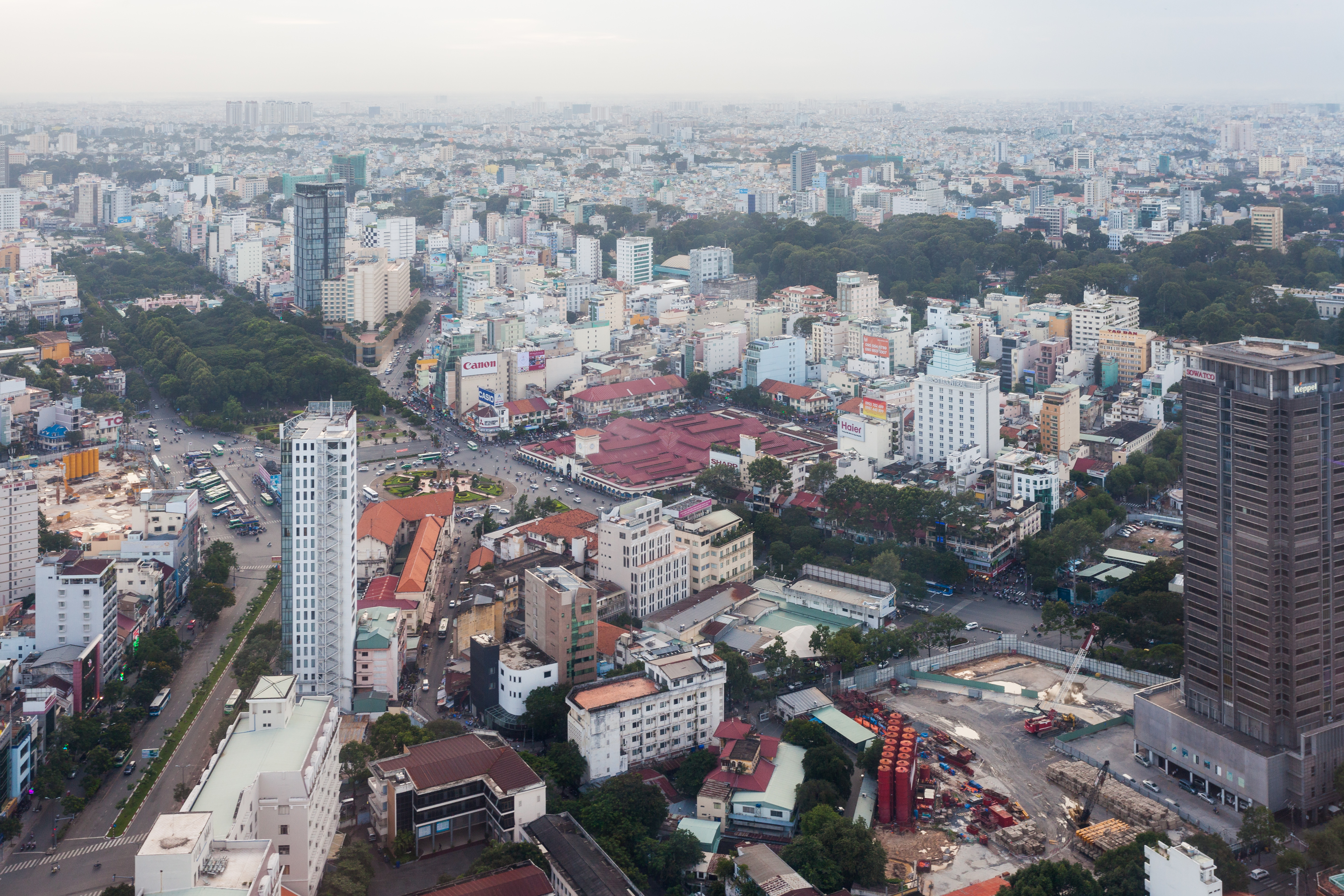
Uitzicht vanaf het skydeck
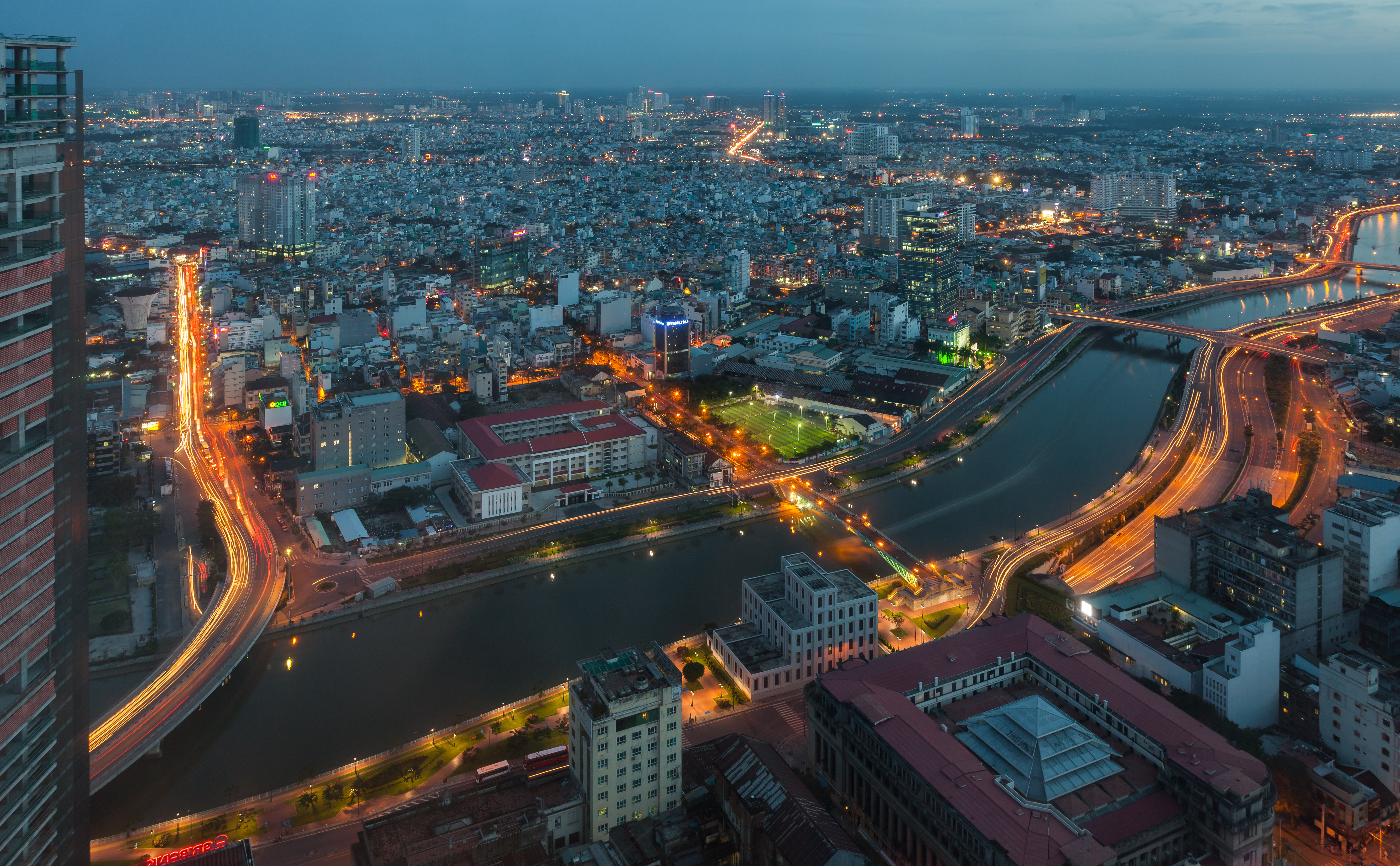
Uitzicht vanaf het skydeck 's avonds